# ARF4
El factor 4 de ADP-ribosilación es una proteína que, en los humanos, está codificada por el gen ARF4.

## Función
El factor 4 de ADP-ribosilación (ARF4) es un miembro de la familia de genes ARF en humanos. Estos genes codifican pequeñas proteínas de unión a nucleótidos de guanina que estimulan la actividad ADP-ribosiltransferasa de la toxina del cólera y desempeñan un papel en el tráfico vesicular, además de actuar como activadores de la fosfolipasa D.
Los productos de estos genes incluyen 5 proteínas ARF y 11 proteínas similares a ARF, que en conjunto forman una familia dentro de la superfamilia RAS. Las proteínas ARF se clasifican en:
- Clase I: ARF1 y ARF3.
- Clase II: ARF4 y ARF5.
- Clase III: ARF6.

Los miembros de cada clase comparten una organización génica común. El gen ARF4 se extiende aproximadamente por 12 kb, con seis exones y cinco intrones. ARF4 es el miembro más divergente de los ARFs humanos.
Se han informado posiciones cromosómicas contradictorias para este gen, ubicándolo en 3p14 o 3p21. 

## Interacciones
Se ha demostrado que ARF4 interactúa con el receptor del factor de crecimiento epidérmico y con los motivos RVxP.